# Ramasari
Ramasari is een bestuurslaag in het regentschap Cianjur van de provincie West-Java, Indonesië. Ramasari telt 6642 inwoners (volkstelling 2010).